# Dai Anlan
Pour les articles homonymes, voir Dai (prénom) et Dai.
Dai Anlan (25 novembre 1904 - 26 mai 1942) est un major général de la République de Chine. En tant que commandant de la 200e division de l'armée nationale révolutionnaire, il se distingua lors de la bataille du col de Kunlun (en) et de la bataille de Taungû pendant la deuxième guerre sino-japonaise et la campagne de Birmanie de la Seconde Guerre mondiale. Il fut blessé au combat alors qu'il rentrait de Birmanie en Chine et mourut en mai 1942. Il fut promu à titre posthume lieutenant général par Tchang Kaï-chek et reçut la médaille de la Legion of Merit par le président américain Franklin Delano Roosevelt.

## Jeunesse et carrière
Dai est né en 1904 dans une famille d'agriculteurs du comté de Wuwei (Anhui), Qing en Chine. Son nom de naissance était Dai Yangong (戴衍功), et reçut plus tard le nom de Dai Bingyang (戴炳阳) à l'école. Excellent élève, il est accepté par l'école publique d'Anhui dirigée par Tao Xingzhi.
En 1924, Dai se rend à Guangzhou (Canton) après avoir appris la création de l'académie militaire de Whampoa. Il est accepté par l'académie plus tard cette année-là et change son nom en « Anlan », qui signifie « calmer les vagues ». Après avoir obtenu son diplôme de Whampoa au début de 1926, Dai est nommé commandant de peloton dans l'armée nationale révolutionnaire au cours duquel il participe à l'expédition du Nord et combat l'armée japonaise lors de l'incident de Jinan.

## Seconde guerre sino-japonaise et campagne de Birmanie
À la suite de l'incident de Mukden en 1931, l'empire du Japon occupa le nord-est de la Chine et empiéta constamment sur le nord du pays. En mars 1933, Dai, alors commandant de régiment, combattit l'armée japonaise à la Grande Muraille de Gubeikou, où sa force paysanne mal entraînée subit des pertes importantes contre les Japonais bien équipés.
Lorsque la deuxième guerre sino-japonaise éclata en 1937, Dai avait été promu commandant de brigade. Il combattit dans de nombreuses batailles, y compris à Taierzhuang et Wuhan, et fut promu commandant adjoint de la 89e division puis commandant de la 200e division. En décembre 1939, Dai commanda la 200e division sur la ligne de front de la bataille du col de Kunlun (en) et réussit à défendre la passe contre les attaques japonaises. Gravement blessé dans la bataille, il retourna dans l'unité après avoir subi plus d'un mois de soins médicaux.

### Bataille de Taungû
Après le déclenchement de la guerre du Pacifique en décembre 1941, les Japonais s'emparèrent rapidement des colonies britanniques de Hong Kong et de Singapour et lancèrent une attaque majeure contre la Birmanie britannique. Les Britanniques demandèrent l'aide de la Chine et le gouvernement du Kuomintang envoya 100 000 soldats pour combattre dans la campagne de Birmanie. La 200e division de Dai servit d'avant-garde du corps expéditionnaire chinois et atteignit Taungû en Basse-Birmanie le 8 mars 1942. Ils engagèrent les Japonais pour la première fois le 19 mars.
Après avoir détruit l'armée de l'air britannique en Birmanie, les Japonais encerclèrent Taungû avec une force quatre fois plus nombreuse que les défenseurs de Dai. Cependant, la 200e division repoussa les attaques japonaises pendant dix jours, tuant plus de 5 000 soldats ennemis. Après avoir perdu 4 000 de ses propres soldats, Dai décida d'abandonner la ville et la division sortit du siège le 30 mars,.

### Retraite et mort
La 200e division se retira au nord à travers le fleuve Sittang pour rejoindre la 22e division. Ils bloquèrent l'avance japonaise sur la Sittang et capturèrent Taunggyi dans le centre de la Birmanie le 25 avril. Cependant, les forces chinoises et britanniques ayant tous deux subi de lourdes pertes, le gouvernement du Kuomintang ordonna au corps expéditionnaire de se retirer de Birmanie. Sur le chemin du retour, la 200e division fut prise en embuscade par les Japonais. Les Chinois parvinrent a éclater le siège, au cours duquel Dai fut blessé le 18 mai dans la bataille, tandis que deux de ses commandants de régiment furent tués. Huit jours plus tard, Dai Anlan mourut de ces blessures à Mogaung, dans le nord de la Birmanie.

## Mémoriaux et honneurs

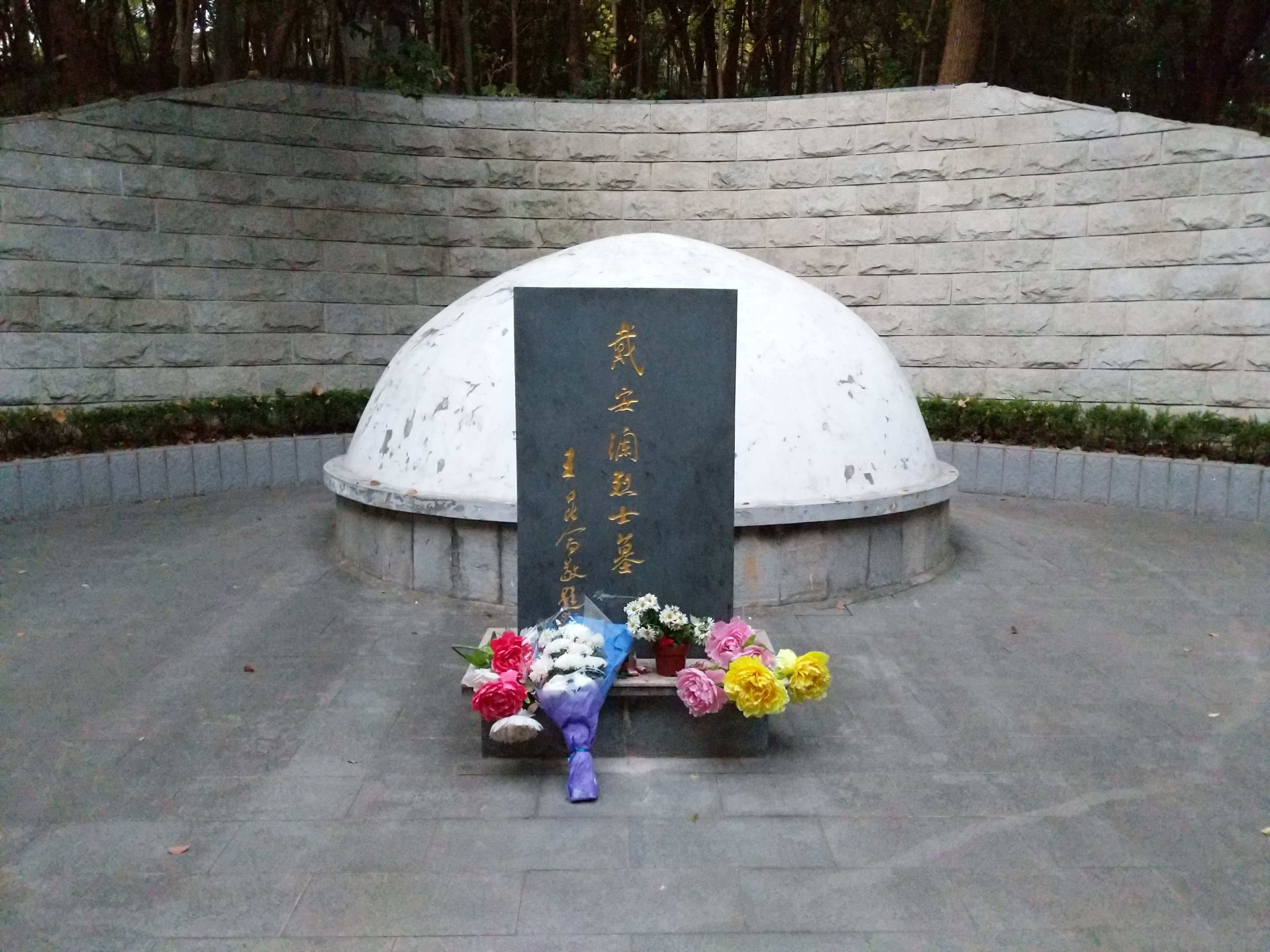
Tombe de Dai Anlan sur le mont Zheshan à Wuhu.

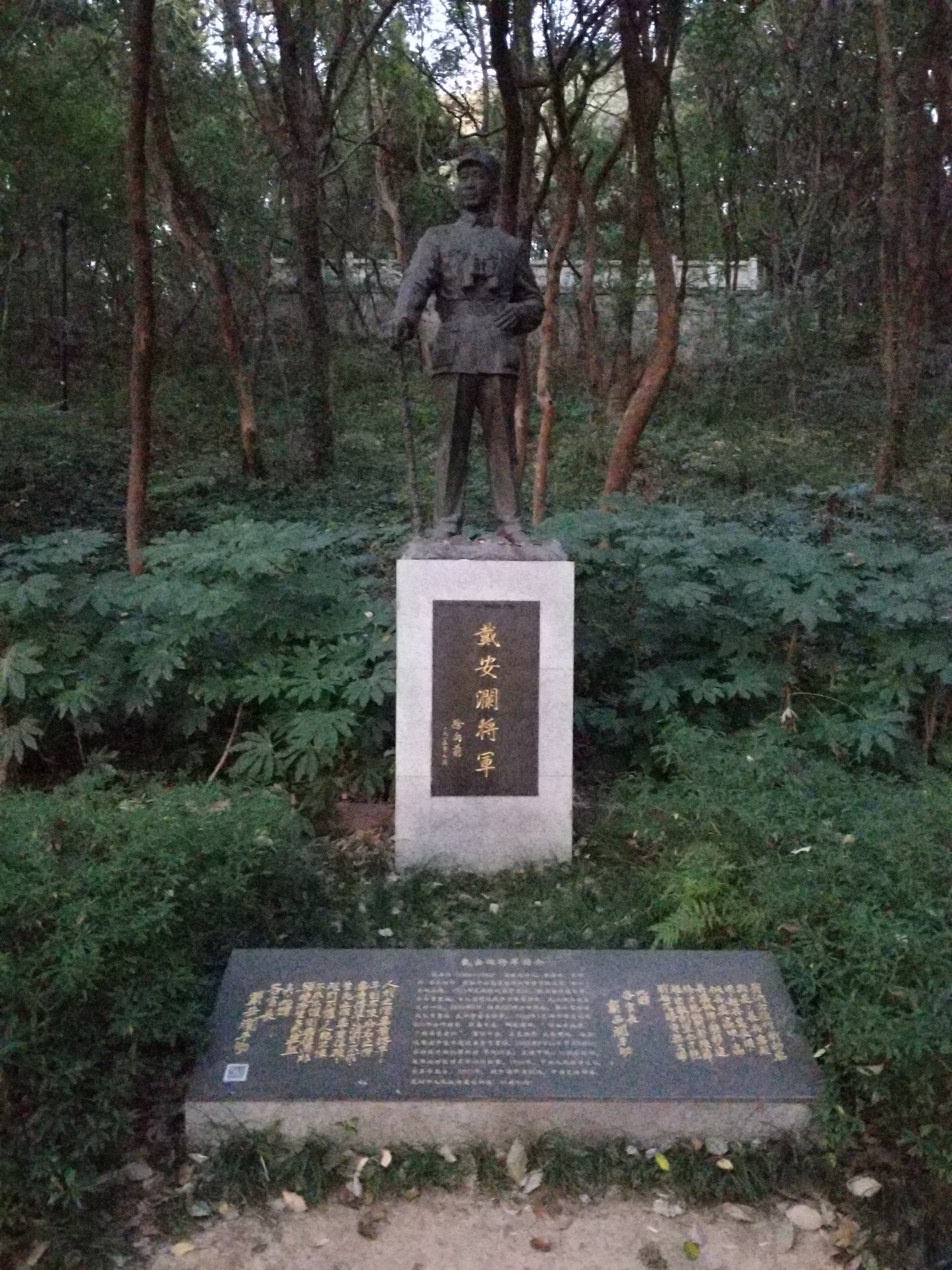
Statue de Dai Anlan.

Lorsque la 200e division revint en Chine, le cercueil de Dai fut accueilli par des dizaines de milliers de personnes en deuil. En juillet 1942, il reçut un enterrement d'État à Quanzhou, la base de sa division. Tchang Kaï-chek composa une élégie en sa mémoire et le promu à titre posthume lieutenant général. Le service commémoratif de Dai ayant eu lieu à Quanzhou, le chef communiste Mao Zedong, alors basé à Yan'an, écrira le poème suivant,:

« Besoin de soldats pour rempoter contre l'agression extraterrestre,

Chanter les roses cueillies, un général partit en expédition.

Avec sa division nouvellement mécanisée

Il a combattu courageusement et a soumis le tigre et l'ours.

Se baigner dans le sang pour défendre Toungoo,

Les soldats sont revenus par Taunggyi après avoir expulsé les pirates japonais en désespoir de cause.

Il a même sacrifié sa vie sur le champ de bataille,

Et finalement réalisé sa haute aspiration. »

— Mao Zedong, Élégie pour Dai Anlan
En 1944, lorsque les Japonais lancèrent l'opération Ichi-Go et attaquèrent le Guangxi, le cercueil de Dai fut temporairement déplacé à Guiyang afin de le protéger. Après la fin de la Seconde Guerre mondiale, une tombe permanente fut construite pour lui sur le pittoresque Mount Zheshan à Wuhu, surplombant sa ville natale. Lorsque son cercueil fut ré-inhumé en 1947, le cortège funèbre faisait de 1,5 long.
Le 28 octobre 1942, le président américain Franklin Delano Roosevelt lui décerna la médaille de la Legion of Merit, devenant ainsi le premier soldat chinois à recevoir une médaille militaire des États-Unis. En 1945, le président américain Harry S. Truman et le secrétaire à la Guerre Henry Lewis Stimson signa un certificat pour en vue d'un award. La médaille et le certificat furent détruits pendant la Révolution culturelle. Dans les années 1980, lorsque son fils aîné, le chercheur Dai Fudong, fut invité aux États-Unis, il écrivit au président Ronald Reagan pour demander une réédition des articles. Sa demande fut accordée et Fudong fit ensuite don de la médaille et du certificat au musée militaire de la Révolution du peuple chinois.
En 1975, le Chunghwa Post de Taiwan émit une série de six timbres pour commémorer le 30e anniversaire de la victoire sur le Japon, mettant en vedette six héros nationaux morts à la guerre : Zhang Zizhong, Gao Zhihang, Sa Shijun, Xie Jinyuan, Yan Haiwen et Dai Anlan.
En 2013, les enfants de Dai, ainsi que d'autres descendants des soldats de la 200e division, construisit une pagode bouddhiste à Mogaung pour commémorer Dai Anlan et les autres soldats morts lors de la campagne de Birmanie.

## Famille

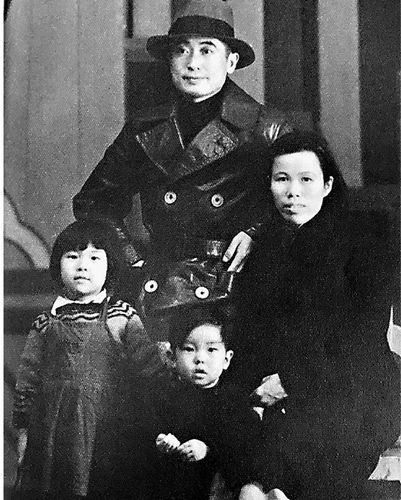
Dai Anlan avec sa femme Wang Hexin et deux de leurs enfants : Fanli et Jingdong.

Après la mort de Dai, sa femme Wang Hexin (王荷馨) fit don de la totalité de la prestation de décès de Fabi, soit 200 000 $ qu'elle reçut du gouvernement du Kuomintang pour construire l'école Anlan Memorial à Quanzhou, Guangxi. Lorsque le Kuomintang perdit la guerre civile chinoise en 1949, Wang et ses enfants eurent la chance de rejoindre Taiwan avec le gouvernement. Cependant, elle choisit de rester en Chine continentale pour rester près de la tombe de son mari.
Dai et sa femme eurent trois fils et une fille : Dai Fudong, Dai Fanli (戴藩篱), Dai Jingdong (戴靖东) et Dai Chengdong (戴澄东). Fudong deviendra un architecte distingué qui sera élu académicien de l'académie chinoise d'ingénierie; Fanli, la fille unique, s'est enrôlée dans l'armée des volontaires du peuple pendant la guerre de Corée ; Jingdong était professeur à l'Institut de technologie de Nanjing et Chengdong était un ingénieur hydraulique principal dans la province du Jiangsu.